# آیناک (سرزمین آلتای)
آیناک (به لاتین: Aynak) یک منطقهٔ مسکونی در روسیه است که در سرزمین آلتای واقع شده‌است.